# Mikulin AM-37
Il Mikulin AM-37 (in caratteri cirillici Микулин АМ-37) fu un motore aeronautico 12 cilindri a V di 60º raffreddato a liquido, progettato sul finire degli anni trenta dall'OKB 34 diretto da Aleksandr Aleksandrovič Mikulin e sviluppato in Unione Sovietica negli anni quaranta.
Evoluzione del Mikulin AM-35, fu utilizzato su diverse tipologie di velivoli: i caccia monomotore MiG-1 e MiG-3, il caccia bimotore MiG-5 e i bombardieri Yer-2 e Tu-2.

## Storia

### Sviluppo
I lavori di progettazione e sviluppo della versione potenziata dell'AM-35 con compressore volumetrico e intercooler posizionati dietro il sistema di sovralimentazione, cominciarono nel dicembre del 1939. Un lotto di dieci prototipi fu completato nel 1940 e il 5 gennaio 1941 iniziarono le prove sul banco. Il propulsore superò con successo i test tecnici e il successivo mese di aprile ne fu approvata la produzione.
Il motore fu testato su diversi tipi di aerei, ma si dimostrò inaffidabile e soggetto a surriscaldamento. Lo stabilimento No.24 di Mosca riuscì a costruire solo 39 AM-37 fino al 1941, prima che l'avanzata tedesca in ottobre costringesse ad evacuare la fabbrica. Anche se nel frattempo Mikulin riuscì a risolvere i problemi che affliggevano il propulsore, la produzione non riprese.

### Descrizione tecnica
L'AM-37 rappresentava una evoluzione del Mikulin AM-35 e con questo condivideva molte caratteristiche tecniche: come il suo predecessore era un 12 cilindri a V di 60º raffreddato a liquido per una cilindrata di 46,66 litri. La potenza però era maggiore e nell'AM-37 raggiungeva i 1 119 kW (1 500 HP) a 2 500 giri al minuto.

## Versioni
AM-37A
Versione progettata per essere testata nel febbraio 1940. Non vi sono informazioni a conferma che sia stata realmente testata o completata. 1 200 kW (1 600 HP) e 850 kg di peso.
AM-37TK
La sigla "TK" era l'abbreviazione di toorbokompressor. Progetto di una versione con turbocompressore.
AM-37P
La sigla "P" era l'abbreviazione di pushechnyy, ovvero cannone. Progetto di una versione che consentiva l'installazione di un autocannone sparante dal mozzo dell'elica.
Am-37u/v o AM-37UV
La sigla "UV" era l'abbreviazione di udlinyonniy val, ovvero albero allungato. Versione modificata con albero di trasmissione allungato e comandi remoti per essere installata dietro il pilota sul caccia Gudkov G-1. Il propulsore fu ordinato nel 1940 e una volta completato il lavoro di progettazione, fu avviata la produzione del primo prototipo nel 1941, che però non venne portata a termine.

## Velivoli utilizzatori
Unione Sovietica
- Mikoyan-Gurevich MiG-1
- Mikoyan-Gurevich MiG-3
- Mikoyan-Gurevich MiG-5
- Polikarpov TIS
- Tupolev Tu-2
- Yermolaev Yer-2